# Agrostis intermedia
Agrostis intermedia é uma espécie de gramínea do gênero Agrostis, pertencente à família Poaceae.